# Jatoi (Pakistan)
Jatoi (Urdu جتوئ) ist eine Stadt im Distrikt Muzaffargarh in der Provinz Punjab in Pakistan.

## Bevölkerungsentwicklung
| Zensusjahr | Einwohnerzahl |
| ---------- | ------------- |
| 1972       | 8.068         |
| 1981       | 21.422        |
| 1998       | 38.986        |
| 2017       | 109.424       |